# Родезийский риджбек
Родезийский риджбек (англ. rhodesian ridgeback) — единственная южноафриканская порода собак, признанная FCI. В соответствии с классификацией FCI относится к родственным породам гончих собак. Характерной особенностью породы является «гребень» (англ. ridge, «ридж») на спине — полоска от хвоста до шеи, в пределах которой шерсть растёт в направлении, обратном остальному шёрстному покрову.

## Историческая справка
История породы прослеживается со времён Капской колонии в Южной Африке, когда некоторые из пород собак поселенцев были скрещены с полудикими сородичами, имевшими ридж и использовавшимися африканскими племенами готтентотов для охоты и охраны. Первоначально риджбеки принимали участие в охоте, чаще всего в группах из нескольких собак одной породы, и с большой ловкостью преследовали жертву, особенно льва (откуда второе название породы — «львиная собака», англ. Lion dog), останавливая её до прихода охотника.
Первый стандарт породы был составлен Ф. Р. Барнсом в 1922 году в Булавайо (Родезия, ныне Зимбабве) на основе стандарта далматина и подтверждён и переработан южноафриканским кеннел-союзом (KUSA) в 1926 году.

## Стандарт породы
FCI признаёт породу родезийский риджбек.
Собака гармоничная, сильная, мускулистая, активная, сочетает в себе скорость и выносливость. Производит впечатление мощи и стремительности, линии фигуры благородны, без признаков тяжеловесности. Наиболее заметный породный признак — «ридж» на спине, образованный шерстью, растущей в направлении, противоположном остальному шерстному покрову собаки.
Собака интеллигентна, уверена в себе, равнодушна к посторонним. Не проявляет агрессии, но и не выказывает робости.

### Голова
Голова достаточной длины, расстояние между ушами равно длине черепа от затылочного бугра до перехода, и длине морды от перехода до мочки носа, череп плоский, предпочтительно широкий между ушами, в спокойном состоянии свободен от морщин. Переход ото лба к морде хорошо выражен. Морда длинная, глубокая, крепко вылепленная. Шея длинная, крепкая, свободная от подвеса.
В зависимости от окраса родезийский риджбек может иметь чёрный нос и тёмные глаза либо коричневый нос и глаза янтарного цвета.
Челюсти крепкие, совершенной формы, ножницеобразный прикус. Зубы крепкие и крупные, особенно клыки. Губы сухие и плотно прилегающие. Глаза посажены умеренно широко, округлые, цвет их соответствует окрасу шерсти. Выражение глаз внимательное и интеллигентное. Уши посажены относительно высоко, висящие, среднего размера, немного широковаты в основании, постепенно сужаются к закругленным концам, прижаты к голове.

### Корпус
Спина крепкая. Поясница крепкая, мускулистая, слегка выпуклая. Грудь не слишком широкая, очень глубокая, опущенная до локтевого сустава. Рукоятка грудины (форбруст) хорошо развитая, видна при взгляде сбоку. Ребра умеренно выгнуты, грудная клетка ни в коем случае не бочкообразная. Хвост сужается к концу, свободен от грубости, носится с легким изгибом вверх, никогда не свернут в кольцо; постав не высокий и не низкий.

### Ридж
Стандарт родезийского риджбека содержит детальное описание различных аспектов этой породы. Характерной особенностью, свойственной исключительно родезийскому риджбеку, является наличие риджа («гребня»).
По мнению Брайена Меггинсона, идеальный ридж должен иметь следующие характеристики:
- Гребень должен быть четко выражен. Явный недостаток — отсутствие гребня. Гребень — важнейшая характеристика.
- Конусообразная форма. Неоднозначная характеристика. Обычно гребни изображают суживающимися сразу от завитков, но большинство гребней начинают сужаться на некотором расстоянии от завитков.
- Симметрия. Очень важная характеристика. Круглые, квадратные или другие симметричные формы гребней одинаково приемлемы.
- Он должен начинаться сразу же за плечами. «Начало» выглядит, как волосы, растущие в двух направлениях и сходящиеся по одной линии над завитками. «Сразу же» означает, что нет промежутка между плечами и началом гребня.
- И продолжаться до (точки между выступами) бедренных костей. До 5 см — недостаток. От 5 до 15 см — короткий гребень, порок. При расстоянии более 15 см гребень очень короткий. В этом случае собака вряд ли может быть награждена или использована для племенной работы.
- Ридж должен содержать только две идентичные короны (завитка).
- Неидентичные завитки должны считаться серьёзным дефектом, если они сильно нарушают симметрию.
- Завитки должны располагаться напротив друг друга. Очень важная характеристика. Смещение менее чем на 0,5 см считаются допустимым, от 0,5 до 1 см — недостатком. Смещение 1 см — порок, более 5 см — неприемлемо для выставки.
- Нижние края корон не должны опускаться ниже края гребня более, чем на 1/3 его длины.
- Ширина гребня у лучших представителей породы должна приближаться к 2 дюймам (5 см).

### Конечности
Конечности родезийского риджбека совершенно прямые, сильные, с крепким костяком, локти прилегают к телу. Пясти крепкие, слегка наклонные при взгляде в профиль. Лапы компактные, пальцы собраны в комок, подушечки круглые, плотные и эластичные. Движения свободные и пружинистые.
Шерсть короткая и густая, плотно прилегающая, гладкая и блестящая, не грубая, но и не шелковистая. Окрас от светло-рыжего до красно-рыжего. Голова, тело, ноги и хвост одинакового тона. Немного белого на груди и на пальцах допускается, но излишки белой шерсти на этих местах, животе и выше пальцев нежелательны. Возможна чёрная маска. Чёрная шерсть по всему корпусу крайне нежелательна.

### Размеры
Рост кобелей в холке 63-69 см, сук — 61-66 см. Вес кобелей 36,5-41 кг, сук 32-36 кг.